# Ćusi
 Ćusi  falu Horvátországban, Isztria megyében. Közigazgatásilag Cerovljéhez tartozik.

## Fekvése
Az Isztriai-félsziget közepén, Pazintól 5 km-re északkeletre, községközpontjától 4 km-re délnyugatra a Pazin-Cerovlje főút mellett, a Pazinčica-patak völgye feletti dombon fekszik.

## Története
A településnek 1880-ban 74, 1910-ben 118 lakosa volt. Lakói mezőgazdasággal és állattartással foglalkoztak 2011-ben 58 lakosa volt.

## Lakosság
| Lakosság változása | Lakosság változása | Lakosság változása | Lakosság változása | Lakosság változása | Lakosság változása | Lakosság változása | Lakosság változása | Lakosság változása | Lakosság változása | Lakosság változása | Lakosság változása | Lakosság változása | Lakosság változása | Lakosság változása | Lakosság változása |
| ------------------ | ------------------ | ------------------ | ------------------ | ------------------ | ------------------ | ------------------ | ------------------ | ------------------ | ------------------ | ------------------ | ------------------ | ------------------ | ------------------ | ------------------ | ------------------ |
| 1857               | 1869               | 1880               | 1890               | 1900               | 1910               | 1921               | 1931               | 1948               | 1953               | 1961               | 1971               | 1981               | 1991               | 2001               | 2011               |
| 0                  | 0                  | 74                 | 105                | 106                | 118                | 0                  | 0                  | 92                 | 81                 | 61                 | 58                 | 51                 | 37                 | 45                 | 58                 |

## Külső hivatkozások
- Cerovlje község hivatalos honlapja (horvátul)